# اعراب باقیه
از آن جا که ریشهٔ نژادی و امتیازات قومی در نسب عرب نزد جامعه شناسان انعکاسی به سزا دارد، عرب را به دو دسته تقسیم کرده‌اند: اعراب بائده  و اعراب باقیه. منظور از عرب باقیه قحطانیان و عدنانیان می‌باشند که در حال حاضر اندک مردمانی در یمن و حجاز، از اعراب قحطانی یافت می‌شوند.

## دسته‌بندی‌ها
اعراب باقیه خود به دو دسته تقسیم می‌شوند:
1. اعراب عاربه (یعنی اعراب خالص و اصیل) یا قحطانیان: ساکنان منطقه جنوبی شبه جزیره عربستان خود را از نژاد یعرب بن قحطان فرزند پنجم نوح نبی علیه السلام و عرب خالص می‌دانند به همین جهت به قحطانیان شهرت یافتند.
2. اعراب مستعربه (یعنی اعراب ناخالص و پیوسته با دیگران) یا عدنانیان: ساکنان منطقه شمالی و مرکز شبه جزیره عربستان خود را از نژاد عدنان نواده اسماعیل نبی علیه السلام می‌دانند به همین جهت به عدنانیان شهرت یافتند.

قَحْطانیان یا عرب قَحْطانی، یکی از نسب‌های دور اعراب در کنار عدنانیان است. به آنان عرب عاربه و اصیل نیز گفته می‌شود. نیای بزرگ آنها قحطان بن عابر از فرزندان حضرت نوح علیه السلام است؛ چنان‌که برخی وی را از نسل حضرت ابراهیم علیه السلام یا نسل حضرت هود علیه السلام یا خود حضرت هود علیه السلام دانسته‌اند. قحطان به همراه قوم خود، از منطقه بابِل یا شمال شبه‌جزیره، به منطقه یمن رفت. قبائل قحطانی در این منطقه حکومت‌هایی را همچون مَعین، قَتبان، حِمیریان و سَبائیان تشکیل دادند و تمدن‌های یمن و فعالیت‌های عمرانی قبل از اسلام، مربوط به قحطانیان بوده است. برخی از قبائل قحطانی پس از انحطاط دولت‌های جنوب و ویرانی سد مأرب از یمن مهاجرت کرده و در مناطق مختلف شبه جزیره عرب منتشر شدند از جمله قبیله خُزاعه به منطقه مکه و اوس و خزرج به یثرب، مهاجرت کردند. از نظر پیشینه تاریخی نخست در قسمت جنوبی به علت آب و هوای مساعد تراکم جمعیت بیشتر بود و شهرنشینی رخ داد و مناطق حاصل خیز یمن در تاریخ شهرت دارد ولی در قسمت شمالی شبه جزیره عربستان به علت خشکی و غیرقابل سکونت بودن کوچ نشینی رواج داشت. شکستن سد مارب و متروک شدن راه بین‌المللی بخور به علت توجه دریانوردان به اقیانوس هند سبب موج مهاجرت‌های گسترده در این مناطق شد.
در یک دسته‌بندی دیگر اعراب را به سه دسته اعراب بائده، اعراب عاربه و اعراب مستعربه تقسیم می‌کنند. در مورد جد اعلای اعراب، ابن حزم جمیع عرب را به سه نفر منتسب می‌داند و هر کدام از طوایف عرب را به نام آن اشخاص معرفی می‌کند که عبارتند از: عدنان، قحطان، قضاعه. عدنان از نسل اسماعیل، و قحطان از نسل سام بن نوح بودند. در نسب نامه اغلب قبایل اعراب بائده نام ارم بن سام دیده می‌شود و بدین جهت احتمال آن می‌رود که قصه‌هایی که در مورد این بخش از اعراب در کتب نقل شده مربوط به طوایف آرامی یا نبطی باشد. ابن اثیر مورخ بزرگ اسلامی می‌نویسد از نوح علیه السلام سه فرزند باقی ماند که به نام‌های حام، سام و یافث بودند و سپس از قول وهب بن منبه نقل می‌کند که سام بن نوح پدر اعراب و ایرانیان و رومیان بود. از اعراب بائده، ده یا دوازده قبیله را به اسم و نسب و محل سکونتشان نام می‌برند و سرگذشت‌هایی از آنان نقل می‌کنند برخی از آنها به واسطه سرکشی و نافرمانی به بلای آسمانی هلاک شدند مثل قوم عاد و ثمود، برخی هم در جنگ با قبایل دیگر از میان رفتند. برخی هم به حوادث طبیعی روزگار، منقرض شدند و در هر حال همه از بین رفتند واگر کسی هم باقی ماند با سایر قبایل مخلوط شدند. ولی همان‌طور که گفته شد و در نسب نامه اغلب این قبایل بائده به چشم می‌خورد این است که نسب و ریشه همه این‌ها به ارم بن سام بن نوح علیه السلام می‌رسد و شاید به همین خاطر است که عربستان را مسکن دیرینه اقوام سامی و شاید هم مهد اصلی این نژاد می‌دانند که از سه هزار سال پیش از میلاد قبایل سامی در این وادی زندگی می‌کردند که کنعانیان و نبطی‌ها نیز جزو این اقوام به حساب می‌آیند. با توجه به اختلاف نظر فراوان در نسب عرب به‌طور دقیق و متقن نمی‌توان از شخصی به عنوان جد اعلای عرب یاد کرد، به خصوص که از نسب و پیشینه عرب بائده اطلاع درستی در دست نیست.